# Niels Alfred Andersen
Niels Alfred Andersen (22. února 1843, Roskilde – 13. ledna 1900, Sorø) byl dánský učitel, obchodník, státní úředník a inspektor severního Grónska.

## Životopis
Rodiče Nielse Alfreda byli obchodník Anders Christian Andersen a Dorthea Marie Bruunová. Niels Alfred Andersen studoval od roku 1863 na univerzitě v Roskilde a následně působil jako učitel. Od roku 1870 pracoval jako pomocník ve skladištní kanceláři a od roku 1873 jako účetní. V roce 1882 se přestěhoval do Aasiaatu a pracoval tam jako koloniální správce. V roce 1883 byl jmenován inspektorem pro Severní Grónsko a tuto funkci vykonával až do roku 1898. V roce 1895 mu byl udělen řád Danneborg. V roce 1899 byl soudním radou, než počátkem následujícího roku ve věku 56 let zemřel.

## Rodina
V roce 1875 se oženil s Marthou Elisabeth Ingeborg Carlsenovou (1854–1911). Z manželství vzešel syn Just Andersen (1884–1943), který se stal umělcem, a synové Carl (1878–?) a Einar (1880–?).